# Apristurus acanutus
Apristurus acanutus és un peix de la família dels esciliorrínids i de l'ordre dels carcariniformes.

## Morfologia
Pot arribar als 51,6 cm de llargària total.

## Reproducció
És ovovivípar.

## Distribució geogràfica
Es troba a les costes de la Mar de la Xina Meridional.